# Левада

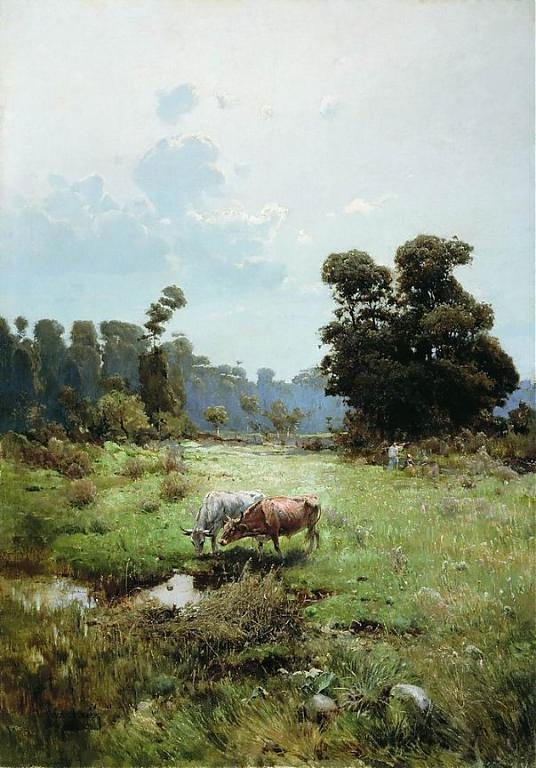
Васильківський С. І., «Козача левада»

Лева́да (від грец. λιβάδιον — «вода, водойма, поле, пасовище») — присадибна ділянка землі з сінокосом, городом та плодовим садом або іншими деревами.
Також слово може позначати:
- ділянку річкової долини, що обсаджена деревами і використовується під сіножать, пасовище та частково під городи.
- обгороджене штучне пасовище для коней площею 2-4 га[1]
- листяний ліс в заплавах річок України, що зазвичай складається з дуба, в'яза, вільхи, тополі, верби[1]
- іригаційний канал чи акведук, притаманний архіпелагу Мадейра.

Леваду використовують при створенні пейзажних парків в Україні та інших країнах.

## Левада в українській прозі та поезії
- В леваді пісеньок співають косарі (Л.Боровиковський);
- Раз якось я біжу пізно ввечері по леваді, а місяць уже стояв височенько на небі і в чорній темряві, під деревами, сріблисті плями тремтіли (М.Старицький);
- За зеленою левадою сідало весняне сонечко (Д.Мордовець);
- Корови на левадах Пасуться в холодку (М.Шпак);
- Мені приснились ночі солов'їні, Дівочі співи, пахощі левад (М.Рильський).
- На дні довгого яру блищать рядками ставочки в очеретах, в осоці, зеленіють левади (І.Нечуй-Левицький)
- Знову наснилася левада, і ватру я палив, мов Прометей (Д.Зезюлін - гурт Latexfauna)